# Ile (Griechenland)
Die Ilē (altgriechisch ἴλη) war im Heerwesen Makedoniens eine Reiterabteilung unter der Anführung eines Ilarchen.
Die Ilē bestand aus etwa 200 Mann.
In Sparta war die Ilē eine Unterabteilung der Agelē (dt. etwa ‚Schar‘), in welche die Jungen bei ihrer gemeinsamen Erziehung eingeteilt wurden.